# Stein Erik Lunde
Stein Erik Lunde, född 22 november 1953, är en norsk lärare och författare. Han har utgivit en rad böcker, både för barn, ungdom och vuxna, inom flera genrer.
Stein Erik Lunde bor i Tønsberg i Vestfold.

## Priser och utmärkelser
- 1998 – Bragepriset för Eggg
- 1998 – Kultur- och kyrkodepartementets priser för barn- och ungdomslitteratur för Eggg
- 2004 – Vestfolds litteraturpris
- 2008 – Kultur- och kyrkodepartementets priser för barn- och ungdomslitteratur för Eg kan ikkje sove no
- 2014 – Kultur- och kyrkodepartementets priser för barn- och ungdomslitteratur för Dra krakken bortåt glaset. Ei bok om Alf Prøysen